# 19 Fortuna

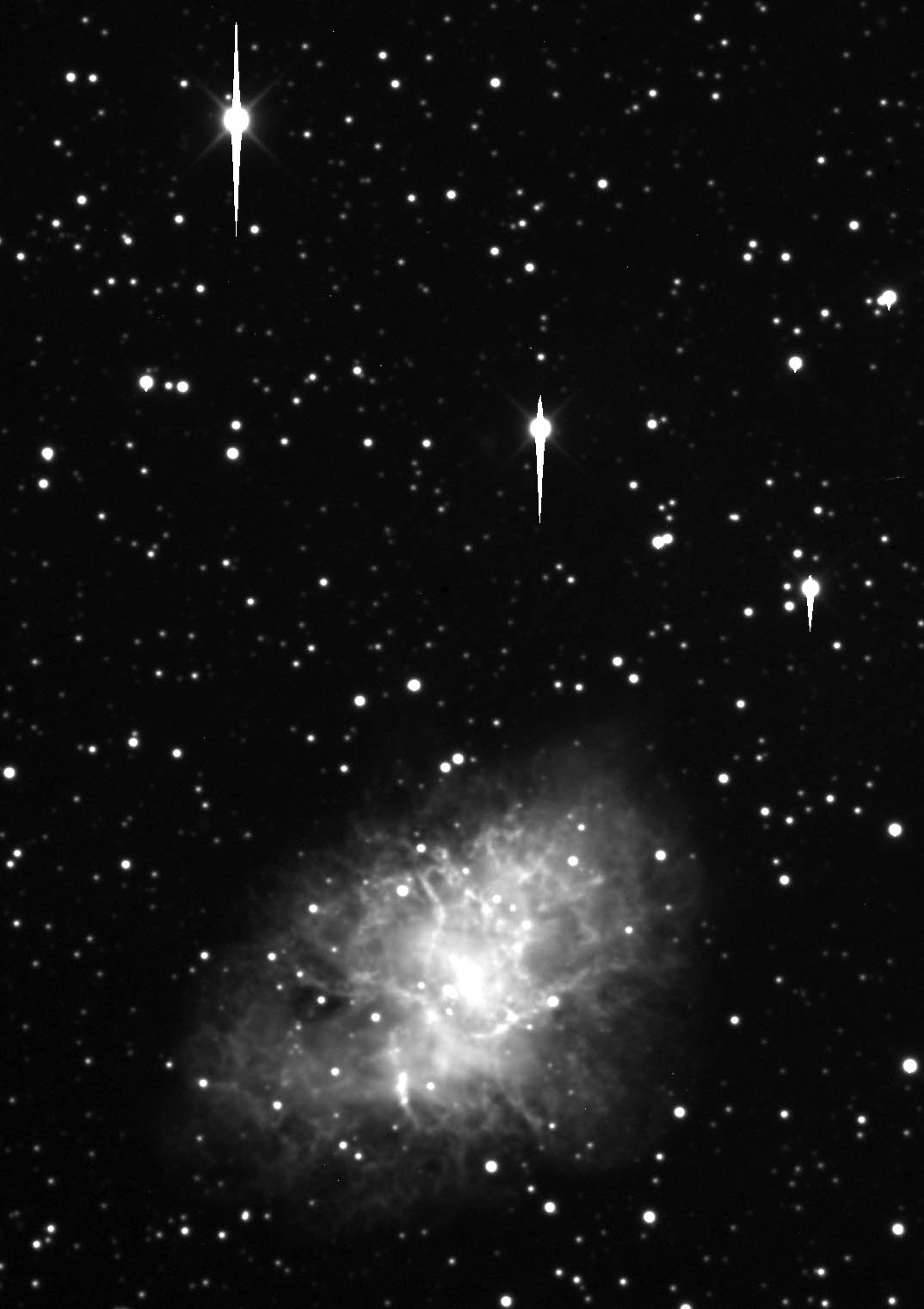
19 Fortuna

För andra betydelser, se Fortuna (olika betydelser).
19 Fortuna eller A902 UG är en av de största asteroiderna. Fortuna var den 19:e asteroiden som man upptäckte och den upptäcktes av den brittiske astronomen John Russell Hind den 22 augusti, 1852 i London. Detta var den sjätte asteroiden som han upptäckte. Fortuna är uppkallad efter lyckans gudinna i romersk mytologi.
Rymdteleskopet Hubble observerade Fortuna år 1993. Man fann att den hade en skenbar diameter på 0,20 bågsekunder (4,5 pixlar i Planetary Camera) och att den nästan var helt rund. Man letade också efter satelliter, men man fann inga .
Fortunas sammansättning är lik Ceres: en mörk yta sammansatt av enkla karbonater. Andelen vatten är cirka sju procent. Fortuna har ockulterat stjärnor flera gånger.